# جمشید اسکندروف
جمشید اسکندروف (انگلیسی: Jamshid Iskanderov؛ زادهٔ ۱۶ اکتبر ۱۹۹۳) بازیکن فوتبال اهل ازبکستان است.
از باشگاه‌هایی که در آن بازی کرده‌است می‌توان به باشگاه فوتبال پخته‌کار تاشکند و باشگاه فوتبال دینامو سمرقند اشاره کرد.
وی همچنین در تیم‌های ملی فوتبال زیر ۱۹، زیر ۲۰ و بزرگسالان ازبکستان بازی کرده‌است.